# Шешоры
Шешо́ры (укр. Шешори) — село в Косовской городской общине Косовского района Ивано-Франковской области Украины. Шешоры — гуцульское село, расположенное в Карпатах и растянувшееся вдоль реки Пистыньки. Несмотря на то, что это река горная, и на территории села имеет несколько водопадов, вода в этой реке довольно тёплая. В Шешорах сохранились гуцульские мелодии, традиции и ремёсла. В селе находится один из наистарейших гуцульских храмов — Горішня (рус. Верхняя) церковь.

## Фестиваль
В 2003—2006 годах в Шешорах проводился международный фестиваль этнической музыки и лэнд-арта «Шешоры». Его участники — из Австрии, Болгарии, Молдовы, Польши, России, Словакии, Франции, Чехии, Германии, Эстонии, Швеции, Беларуси и, разумеется, Украины.
В 2007 и 2008 году фестиваль «Шешоры» прошёл не в селе Шешоры, а недалеко от села Воробиевка, Немировский район, Винницкая область.

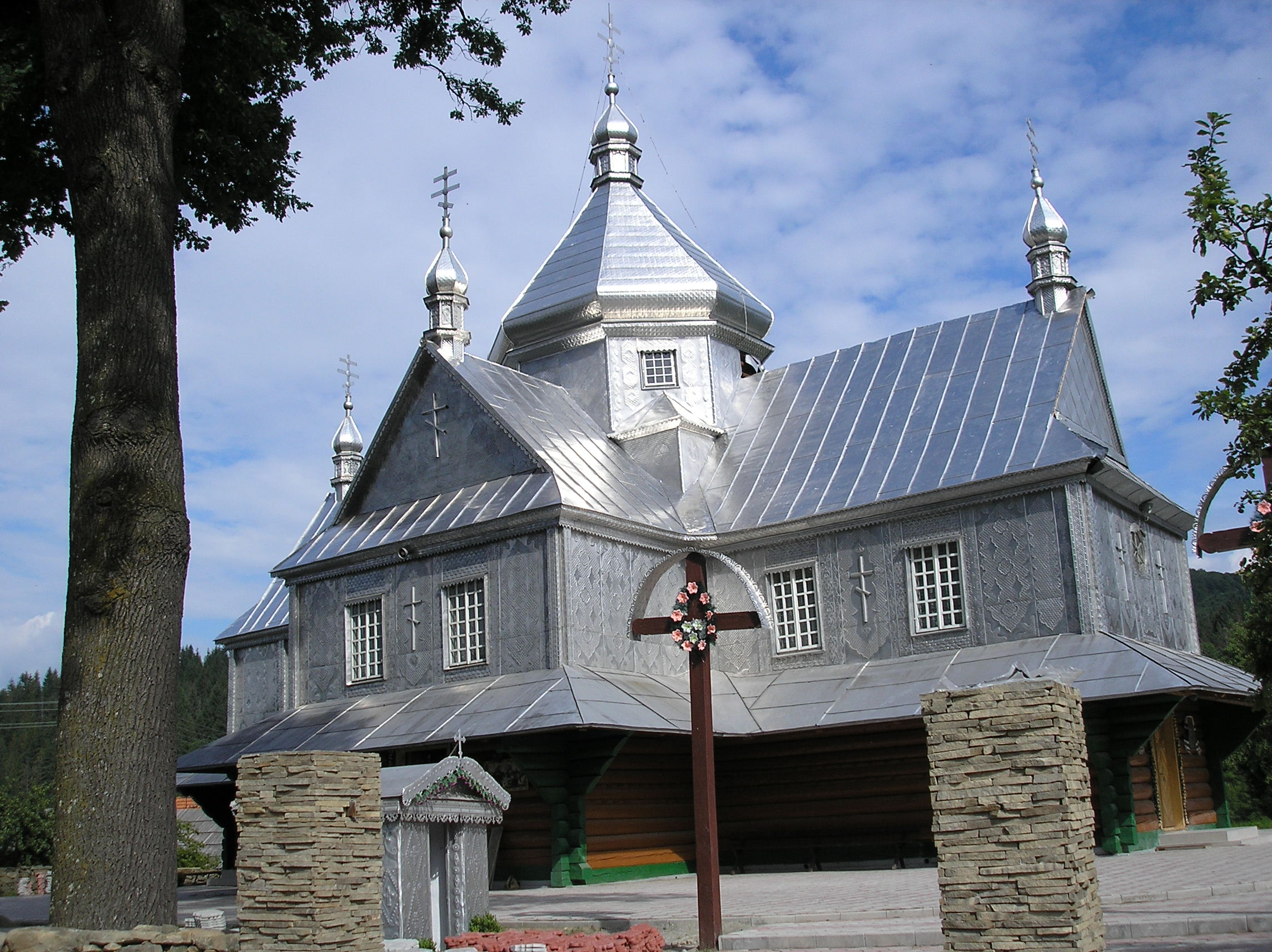
Церковь Св. Параскевы

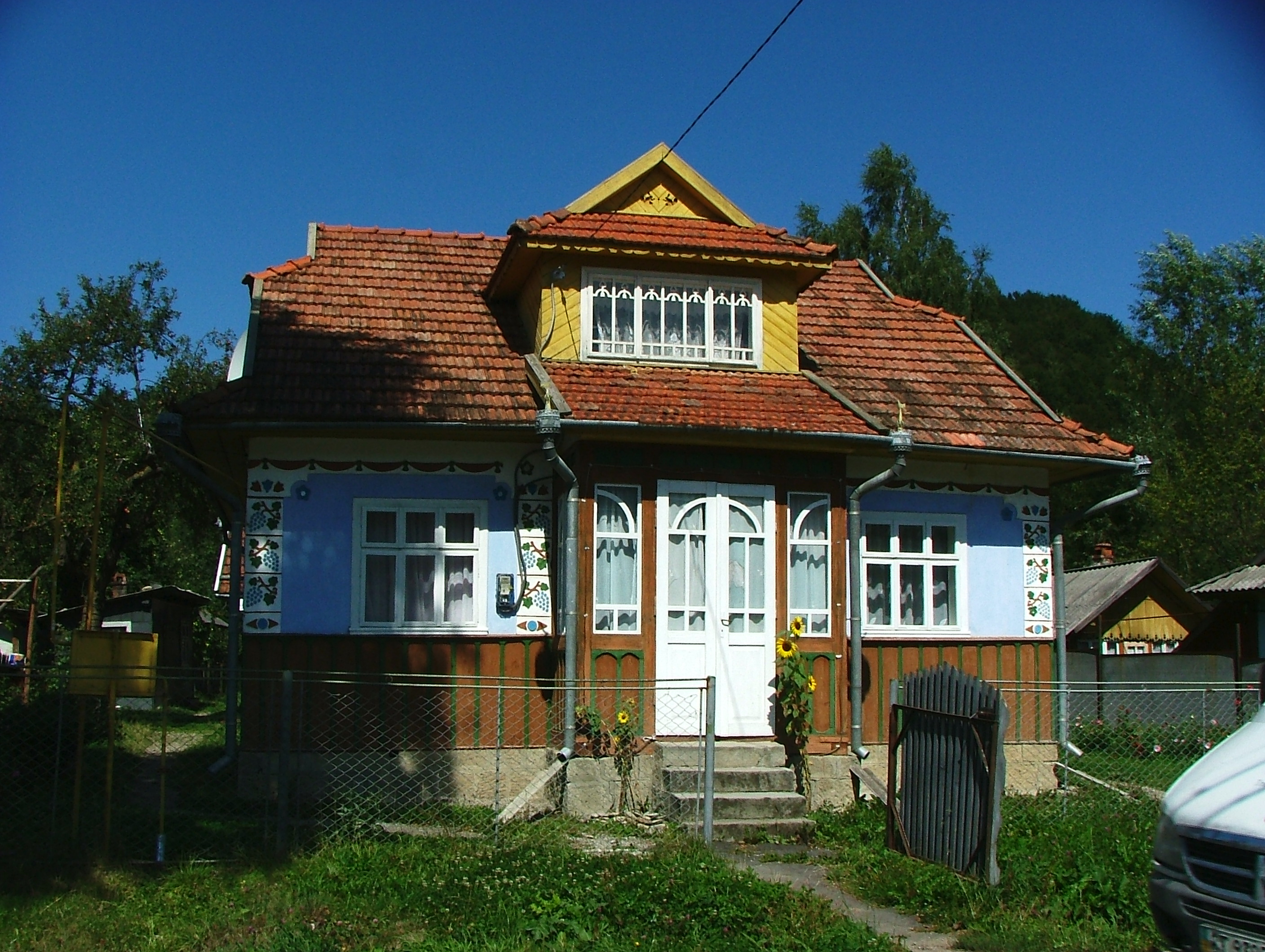
Гуцульский дом

## Известные уроженцы
- Якибчук, Мирослав Ильич — украинский политик, общественный деятель, лидер профсоюзного движения